# Jan Jílek (spisovatel)

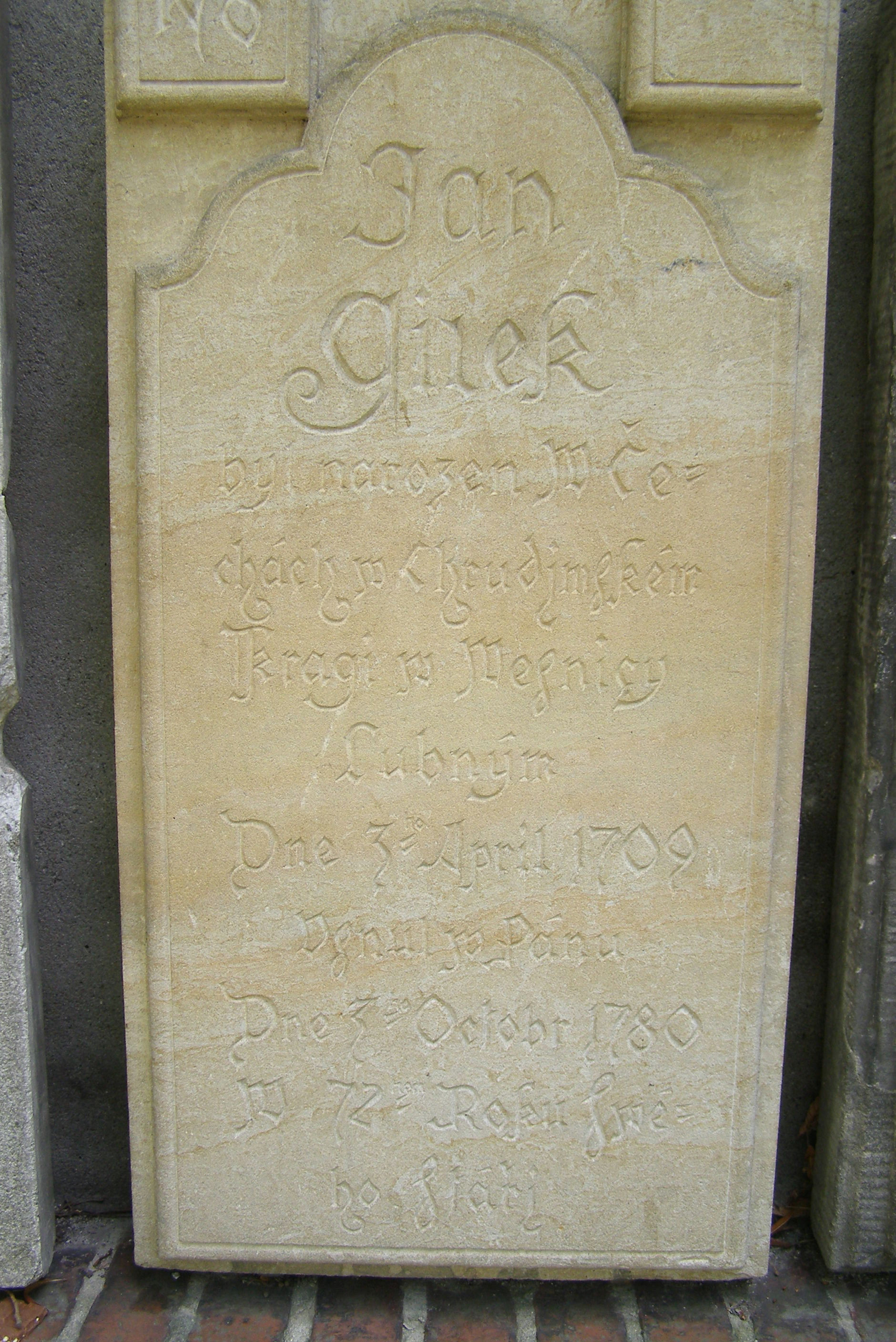
Náhrobní kámen Jana Jílka v Berlíně

Jan Jílek (30. dubna 1707 Nové Chalupy, chrudimský kraj – 3. října 1780 Český Rixdorf) byl představitel českého nekatolického exilu. Podílel se na založení a fungování exulantské osady Český Rixdorf – ta vznikla roku 1737 pod patronací pruského krále Fridricha Viléma I.

## Život
Pocházel z prostředí tajných nekatolíků z Litomyšlska. Podobně jako řada jiných, odešel roku 1731, v době zvýšeného náboženského útlaku, do emigrace. Usadil se v české exulantské kolonii v saském Gerlachsheimu. Odtud se tajně vydával zpátky do Čech, kde šířil česky psanou bratrskou literaturu a Bibli, rovněž organizoval odchody do exilu. Při této činnosti byl roku 1733 zatčen a vězněn až do svého útěku v roce 1735.
V roce 1737 se stal jedním z prvních kolonistů v české, nově zakládané exulantské osadě Český Rixdorf. V prvních desetiletích patřil k čelným osobnostem této komunity. Po reorganizaci řádů obnovené Jednoty bratrské se stal roku 1763 zastupujícím vedoucím kolegia dohlížitelů, což je možné považovat za obdobu dnešní funkce kurátora. Zemřel 3. října 1780, pouhý rok před vydáním Tolerančního patentu, a byl pochován na berlínském Českém hřbitově.

## Paměti
Jako i další z nově příchozích, sepsal Jan Jílek po příchodu do Rixdorfu své vzpomínky. Právě Jílkovy paměti jsou nejcennějšími z celého archivního souboru. Pro svou mimořádnou obsáhlost jsou pramenem jak pro dějiny českého nekatolického exilu a fungování emigrantských kolonií, tak pro poznání duchovního světa tehdejších tajných protestantů, ovlivněných pietismem.

## Jan Jílek jako literární postava
Do povědomí českého národa vstoupil znovu jako hlavní hrdina stejnojmenného historického románu Terézy Novákové, jehož zápletka spočívá v tajném návratu toho českobratrského exulanta z Německa, který byl pro věrnost ke své víře vězněn.
Tři roky po dopsání románu se Novákové povedlo objevit i místo jeho posledního odpočinku. Na hřbitově českých bratří v berlínské čtvrti Rixdorf našla desku s tímto nápisem: „Nr – A. 17. Jan – Gilek – byl narozený v Čechách v Chrudimském – kraji v vesnici – Lubným – Dne 3ho Aprile 1709 – zesnul v Pánu – dne 3ho Octobrs 1780 – v 72hém Roku své – ho Stáří.“ (strana 7; předmluva).
Svou pouť k Jílkovu hrobu popsala autorka podrobně ve svém dalším díle - „Za Janem Jílkem“, (1901). Hlavními prameny pro její román byly historické práce – zejména o českých exulantech a o dějinách Litomyšle a jejího okolí.